# Eublemma savour
Eublemma savour là một loài bướm đêm trong họ Erebidae.